# 切普斯托
切普斯托（英語：Chepstow）是位於英國威爾斯蒙默思郡的一座城鎮，鄰近英格蘭格洛斯特郡。切普斯托城堡是這裡的名勝，這座城堡被認為是英國現存最古老的石質城堡。2001年人口普查時，切普斯托有人口10,821人。

## 外部連結
- Chepstow Town Council
- 中的“切普斯托”
- Chepstow Festival （页面存档备份，存于）